# آبشار هوکو

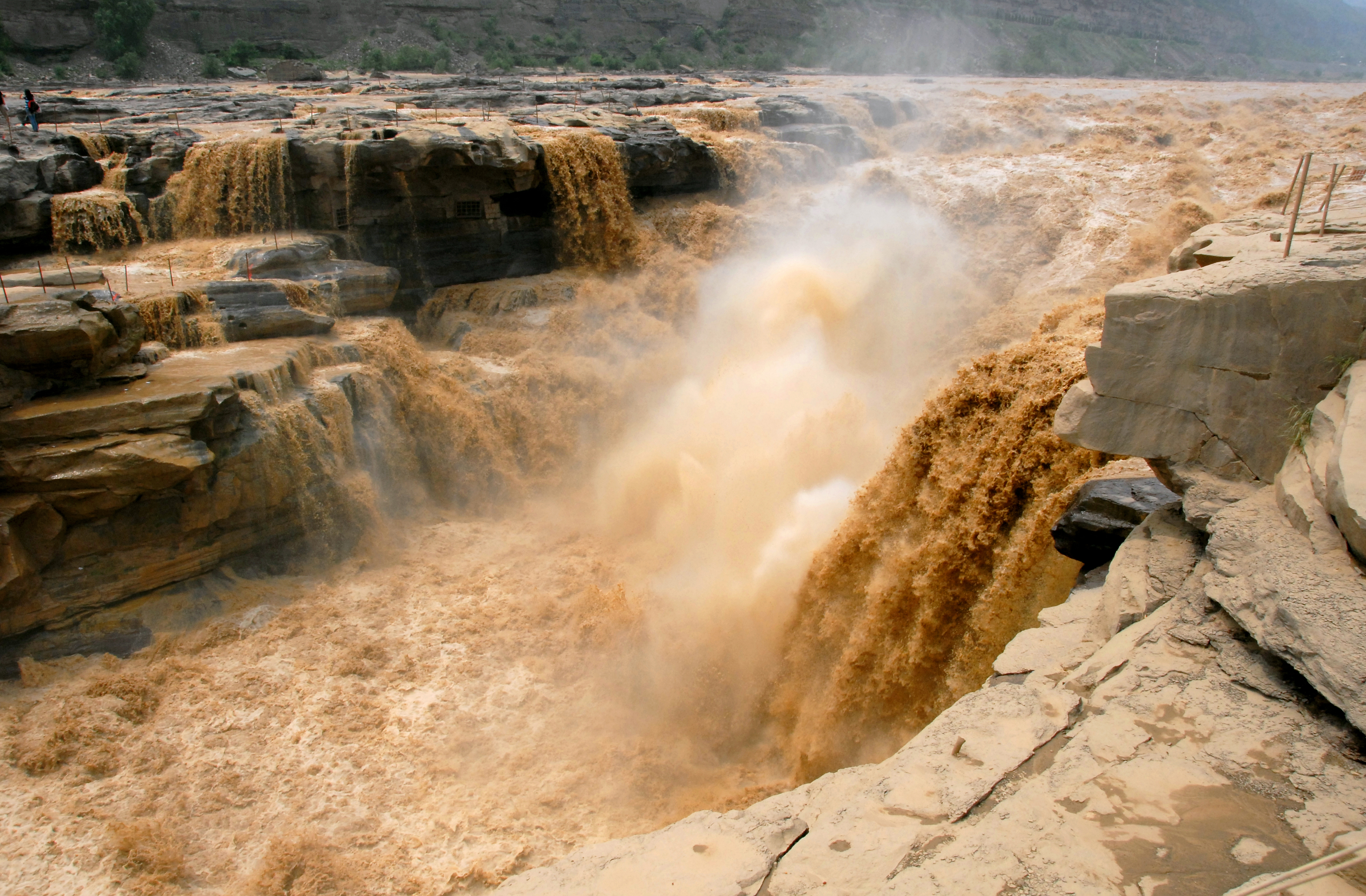
آبشار هوکو در سال ۲۰۰۸

آبشار هوکو بزرگترین آبشار روی رودخانه زرد، دومین آبشار بزرگ در چین (پس از آبشار هئوانگ گوژو در گوئیژو) و بزرگترین آبشار زرد جهان است. این آبشار در تقاطع استان‌های شانشی و شانشی، ۱۶۵ کیلومتر (۱۰۳ مایل) واقع شده‌است در غرب شهرستان فنشی، و ۵۰ کیلومتر (۳۱ مایل) در شرق شهرستان ییچوان می‌گذرد. عرض آبشار با فصل تغییر می‌کند ولی معمولاً ۳۰ متر (۹۸ فوت) پهنا دارد اما به ۵۰ متر (۱۶۴ فوت) در فصل سیل نیز افزایش می‌یابد. ارتفاع آن بیش از ۲۰ متر (۶۶ فوت) است. هنگامی که رودخانه زرد به کوه هوکو نزدیک می‌شود که توسط کوه‌های دو طرف مسدود شده‌است، عرض آن به‌طور ناگهانی به ۲۰ تا ۲۰–۳۰ متر (۶۶–۹۸ فوت) کاهش می‌یابد. . سرعت آب افزایش می‌یابد و سپس بر روی دهانه‌ای باریک روی صخره فرومی‌رود و آبشاری را تشکیل می‌دهد گویی آب از قوری بزرگی می‌ریزد.
از این رو نام آبشار هوکو (به معنای واقعی کلمه، "دهان فلاسک") را به آن نهاده‌اند.